# Tim Brabants
Tim Brabants (Chertsey, 23 gennaio 1977) è un canoista britannico.
Ha vinto una medaglia di bronzo ai Giochi olimpici di Sydney 2000 nel K1 1000 m.

## Palmarès
- Olimpiadi

Sydney 2000: bronzo nel K1 1000m.
Pechino 2008: oro nel K1 1000m e bronzo nel K1 500m.
- Mondiali

2006 - Seghedino: argento nel K1 1000m.
2007 - Duisburg: oro nel K1 1000m e argento nel K1 500m.
2010 - Poznań: argento nel K1 1000m.
- Campionati europei di canoa/kayak sprint

Seghedino 2002: oro nel K1 1000m.
Poznań 2004: argento nel K1 1000m.
Račice 2006: oro nel K1 1000m.
Pontevedra 2007: oro nel K1 500m e argento nel K1 1000m.
Milano 2008: oro nel k1 1000m.